# Vektormodell
Vektormodelle bauen auf Punkte und Linien auf. Ein geschlossener Linienzug stellt dabei eine Fläche dar. Vektormodelle bezeichnet man auch als lineale Modelle, während Rasterdaten ein areales Modell darstellen. Im 3-dimensionalen Raum spricht man auch vom „Drahtmodell“ (Vektor) versus „Volumenmodell“ (Raster).

## Definition
Vektormodelle basieren auf der Darstellung linienhafter Strukturen durch eine geordnete Folge von Punkten {\displaystyle P1,\dots ,Pn} die einen Polygonzug darstellen. Die Distanz zwischen zwei Objekten entspricht dabei dem kürzesten Abstand zwischen zwei Punkten. Diese Vektordaten eignen sich insbesondere für die Darstellung von einfachen, linienbasierten Objekten wie Straßen und Flüssen. Im Rastermodell werden regelmäßige Maschen (Flächen, Raster) verwendet.
Beim Vektormodell wird zwischen topologischen und nichttopologischen Datenstrukturen unterschieden. Letztere Datenstrukturen bilden nur die Lage und Form des Objektes ab (Geometriedaten). Topologische Vektordaten bieten zusätzlich Informationen über die räumlichen Beziehungen der Objekte zueinander. Ein topologisches Datenmodell ist das „arc-node data model“. Hierbei werden einzelne Objekte durch Linienstücken (Segmente, arcs) erfasst. Der Ort an dem zwei oder mehr Segmente zusammentreffen wird als Knoten (node) bezeichnet.